# (14612) Irtish
(14612) Irtish est un astéroïde de la ceinture principale.

## Description
(14612) Irtish est un astéroïde de la ceinture principale. Il fut découvert le 18 septembre 1998 à La Silla par Eric Walter Elst. Il présente une orbite caractérisée par un demi-grand axe de 3,15 UA, une excentricité de 0,10 et une inclinaison de 7,3° par rapport à l'écliptique.

## Compléments